# Joe Maneri

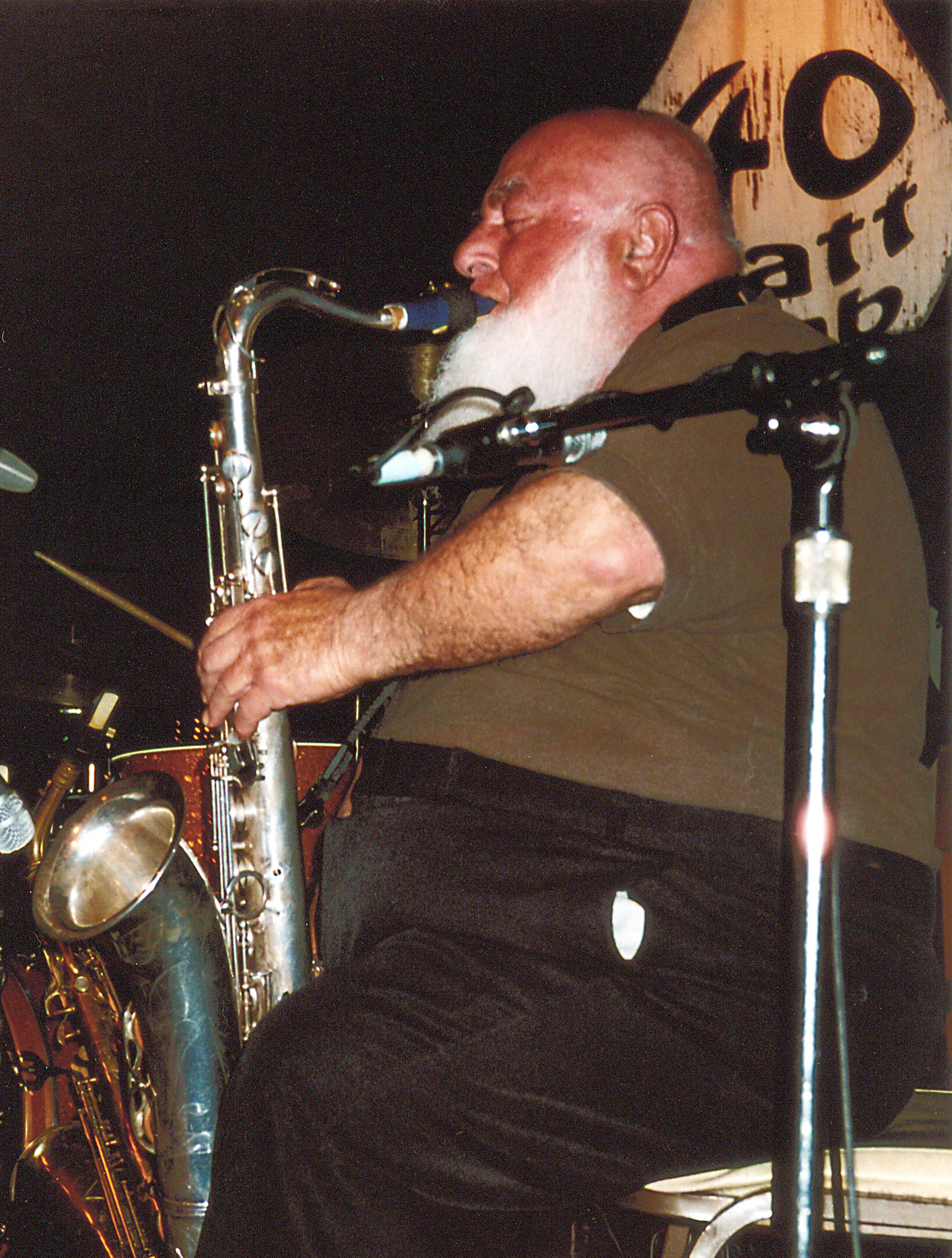
Joe Maneri 2004 im 40 Watt Club in Athens (Georgia).

Joe Maneri (gebürtig: Joseph Gabriel Esther Maneri; * 10. Februar 1927 in Williamsburg, Brooklyn, New York City, New York; † 24. August 2009 in Boston, Massachusetts) war ein  US-amerikanischer Musiker (Alt- und Tenorsaxophon, Klarinette und Piano) und Komponist sowie Musikpädagoge. Joe Maneri, der Vater des Violinisten Mat Maneri, wurde erst in den 1990er Jahren einem breiteren Publikum als Jazz- und  Improvisationsmusiker bekannt.

## Leben
Maneri wuchs in einer italo-amerikanischen Familie im Brooklyner Stadtteil Williamsburg auf und lernte von einem Nachbarn das Klarinettenspiel. Mit 15 Jahren musste er die Highschool verlassen und wurde Berufsmusiker. Er spielte zu Beginn seiner Karriere als Jugendlicher Klarinette und Saxophone in verschiedenen Tanzbands und dem Catskill circuit. Dabei trat er zumeist mit traditionellen ethnischen Gruppen (wie griechischen, türkischen, syrischen Musikern) sowie mit Klezmer-Formationen etwa bei Hochzeiten und anderen Zusammenkünften auf. Ab 1946 war er Mitglied der Jazzband von Ted Harris, in der zu dieser Zeit auch Angelo Musolino als Gitarrist tätig war und die gelegentlich atonal improvisierte. Bis 1958 studierte er ein Jahrzehnt bei dem Dirigenten Josef Schmid, der ein Schüler und Vertrauter Alban Bergs gewesen war. 1963 wurde er von dem Dirigenten Erich Leinsdorf beauftragt, ein Klavierkonzert für das Boston Symphony Orchestra zu schreiben, mit dessen Proben zwar begonnen wurde, das aber zunächst aufgrund des hohen Probenaufwands nicht uraufgeführt wurde. Das  Klavierkonzert Metanoia wurde von Rebecca la Brecque und dem American Composers Orchestra 1985 im Lincoln Center aufgeführt.
Maneri war in dieser Zeit stark von der Musik Arnold Schönbergs beeinflusst und organisierte ein Jazzensemble, um einige Stücke seiner Zwölftonmusik aufzuführen. Im Jahr 1963 nahm er mit diesem Quartett auf Grund des Interesses von Gunther Schuller an Maneris Musik ein Demoband für Atlantic Records auf. Diese Aufnahmen wurden jedoch erst 1998 veröffentlicht, als der Comic-Autor Harvey Pekar (American Splendor) eine Kopie dieser Einspielungen erlangte und sie John Zorn vorstellte, der sie auf dem Label Avant Records unter dem Titel Paniots Nine veröffentlichte. Die Stücke stellen eine Synthese dar von Maneris Erfahrungen mit der traditionellen Musik der amerikanischen Einwanderer, Elemente arabischer Musik und seinem Verständnis der Zwölftonmusik; dieses verband er mit freier Improvisationsmusik, analog zu den damals aktuellen Innovationen der Avantgarde- und Free Jazz Musiker wie Sun Ra oder Ornette Coleman.  Ein Duo-Auftritt mit dem Schlagzeuger Peter Dolger im Jahr 1965 wurde später von Stu Vandermark (dem Vater von Ken Vandermark) veröffentlicht (Peace Concert).
1965 trat er als Solist mit einer Komposition von David Reck auf, die Ornette Coleman gewidmet war; geleitet wurde das Konzert von Gunther Schuller in der New Yorker Carnegie Hall. Ab 1970 unterrichtete er am New England Conservatory of Music, zunächst Harmonielehre, Komposition/Kontrapunkt, Saxophon und Improvisation. In den darauf folgenden Jahren wendete er sich ausgehend von den Arbeiten von Ezra Sims immer stärker der mikrotonalen Musik zu und unterteilte letztlich die Oktave in 72 Noten; seit 1979 leitet er am New England Conservatory den einzigen Kurs für mikrotonale Komposition in den Vereinigten Staaten; zu seinen Schülern gehörten u. a. Jamie Saft, Cuong Vu, Julia Werntz, Ed Schuller, Marty Ehrlich, John Medeski, Oscar Noriega, Dave Ballou, Matt Darriau, Jorrit Dijkstra, der Komponist Randall Woolf und Matthew Shipp. Auch entwickelte er mit Instrumentenbauern ein fünf Oktaven überspannendes Keyboard, auf dem sich 588 verschiedene Mikrotöne erzeugen lassen.
1981 beteiligte er sich am Revival der Klezmermusik in Neuengland. Im Jahr 1985 schrieb er gemeinsam mit Scott van Duyne das Lehrbuch Preliminary Studies in the Virtual Pitch Continuum, in dem er seine Erkenntnisse zur Mikrotonalität darlegte. Auch trug er international seinen Ansatz vor, etwa am Mozarteum und an der Harvard University. 1988 gründete er die Boston Microtonal Society, deren Präsident er ist. Daneben komponierte er weiter. Eine seiner Kompositionen für Violine wurde von der Geigerin Biliana Voutchkova auf ihrer CD Faces eingespielt.

Die nächsten Jahre trat er, obwohl er privat mit einem Sextett mikrotonal improvisierte, kaum auf und hatte nur gelegentlich Aufnahmen eingespielt. 1988 trat er mit Jack Reilly auf. Das Interesse an seiner Musik erwachte, als sein Sohn Mat vermehrt öffentlich auftrat und durch seine Musizierhaltung beeindruckte. Mat Maneri hatte schon seit seiner Jugendzeit in dem experimentellen mikrotonalen Sextett seines Vaters mitgewirkt, das in deren Haus probte. 1989 entstand ein erstes Album von Joe Maneri mit seinem Sohn und dem Perkussionisten Masahi Harada.
„Seine eigenwillige Art der Improvisation, eine Mischung aus Albert Ayler und Alban Berg, veranlasste Kollegen wie Paul Bley oder Cecil Taylor, Joe Maneri zum Comeback zu drängen.“ Joe Maneri erlangte schließlich spürbar öffentliche Aufmerksamkeit, als er 1992 auf dem Montreal Jazz Festival an der Seite von Paul Bley auftrat und danach eine Reihe von Alben für HatHUT, Leo und ab 1995 für die Münchner Edition of Contemporary Music (ECM) einspielen konnte, die zumeist im Trio mit Mat Maneri und dem Gitarristen Joe Morris entstanden sind (Three Men Walking 1995). In seinen Trio- und Quartett-Formationen der 1990er und 2000er Jahre spielten außerdem John Lockwood, Randy Peterson und Barre Phillips, mit dem er 2002 drei Wochen durch Frankreich tourte; im selben Jahr entstand in erweiterter Besetzung für das Avantgarde-Label Aum Fidelity das Album Goin to Church mit Roy Campbell, Matthew Shipp, Barre Phillips und Randy Peterson.

Neben seinen eigenen Projekten spielte Joe Maneri 1996 auf dem unter Mat Maneris Leitung eingespielten Album Acceptance und im Quartett von Pandelis Karayorgis (Lift & Poise).
Im August 2000 spielte er im Trio einer seiner Schüler, des Pianisten Steven Lanthner mit Joe Morris (Voices Lowered).
Harvey Pekar, ein langjähriger Fan von Maneri, veranlasste die Verwendung seiner Musik für die Filmversion of seines Comic-Buchs American Splendor.
2003 erschienen 24 von Joe Maneris Gedichten in der Anthologie Asemia. 2009 erhielt Maneri die Ehrendoktorwürde des New England Conservatory.
Charlie Wilmoth beschrieb Maneris Spiel „als einen rutschigen, raumfüllenden außerirdischen Blues“. Er gilt nach Ansicht der Autoren Richard Cook & Brian Morton nach seiner Wiederentdeckung als ähnlich gefeiert wie sein Kollege George Russell.

## Diskographie (Auswahl)
- Paniots Nine (Avant, 1963) Demos, veröffentlicht von John Zorn
- Kalavinka (1989)
- Dahabenzapple (hatART, 1993)
- Get Ready to Receive Yourself (Leo Records, 1993, ed. 1995)
- Let the Horse Go (Leo, 1995)
- Three Men Walking (ECM, 1995)
- In Full Cry (ECM, 1997)
- Coming Down the Mountain (HatArt, 1997)
- Blessed (ECM, 1997)
- Tenderly (1999)
- Tales of Rohnlief (ECM, 1999)
- The Trio Concerts (Leo, 1998)
- Out Right Now (hatART, 2001)
- Going to Church (Aum Fidelity, 2002)
- Angles of Repose (2004)
- Peace Concert mit Peter Dolger (Atavistic, 2008)
- Pinerskol mit Masashi Harada (Leo, 2009)
- Joe Maneri, Tyson Rogers & Jacob Braverman: In the Shadow First Visit (ezz-thetics, 2025)

## Veröffentlichungen
- Preliminary Studies in the Virtual Pitch Continuum (1985).